# Casco di volo

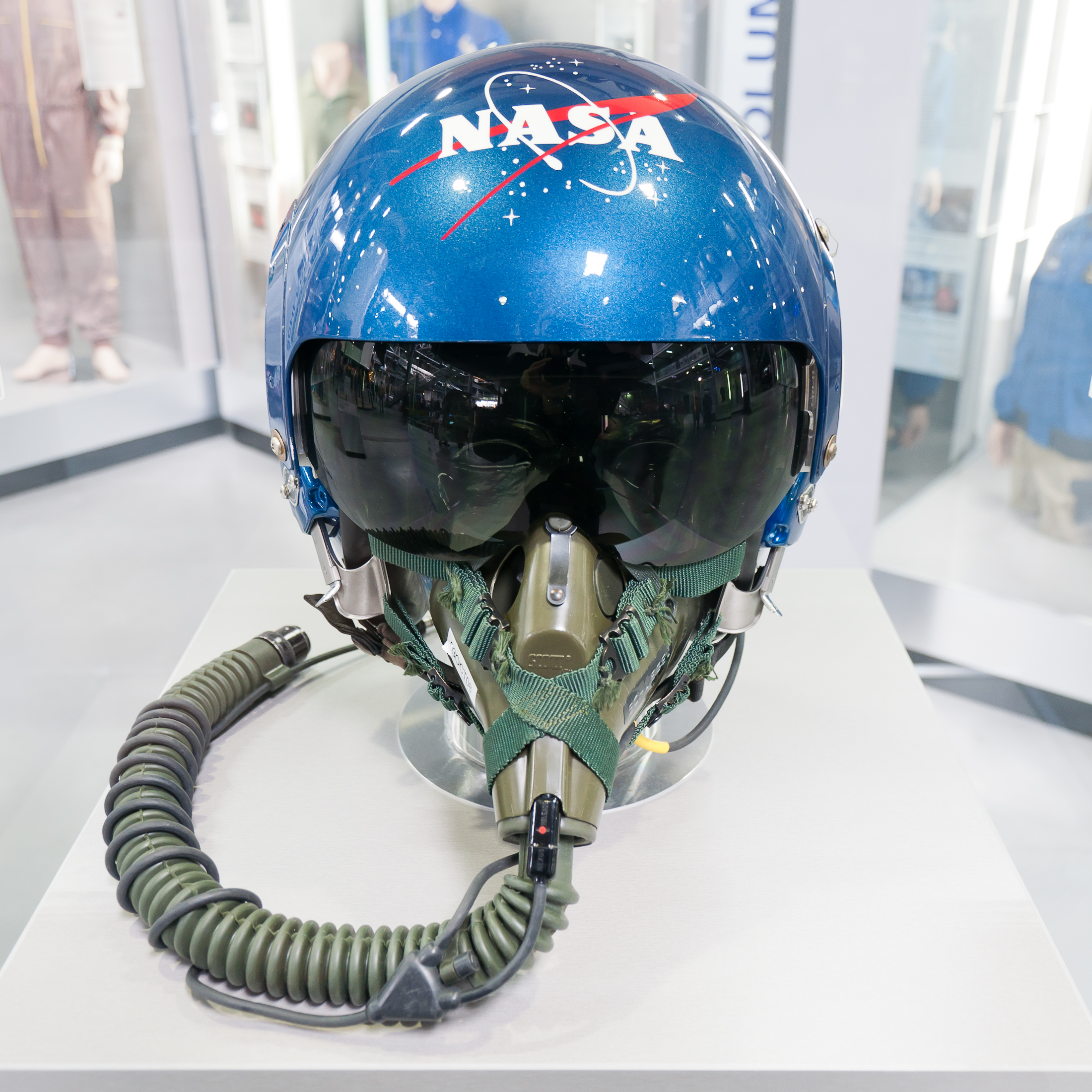
NASA casco di volo per l'aeromobile Northrop T-38 Talon

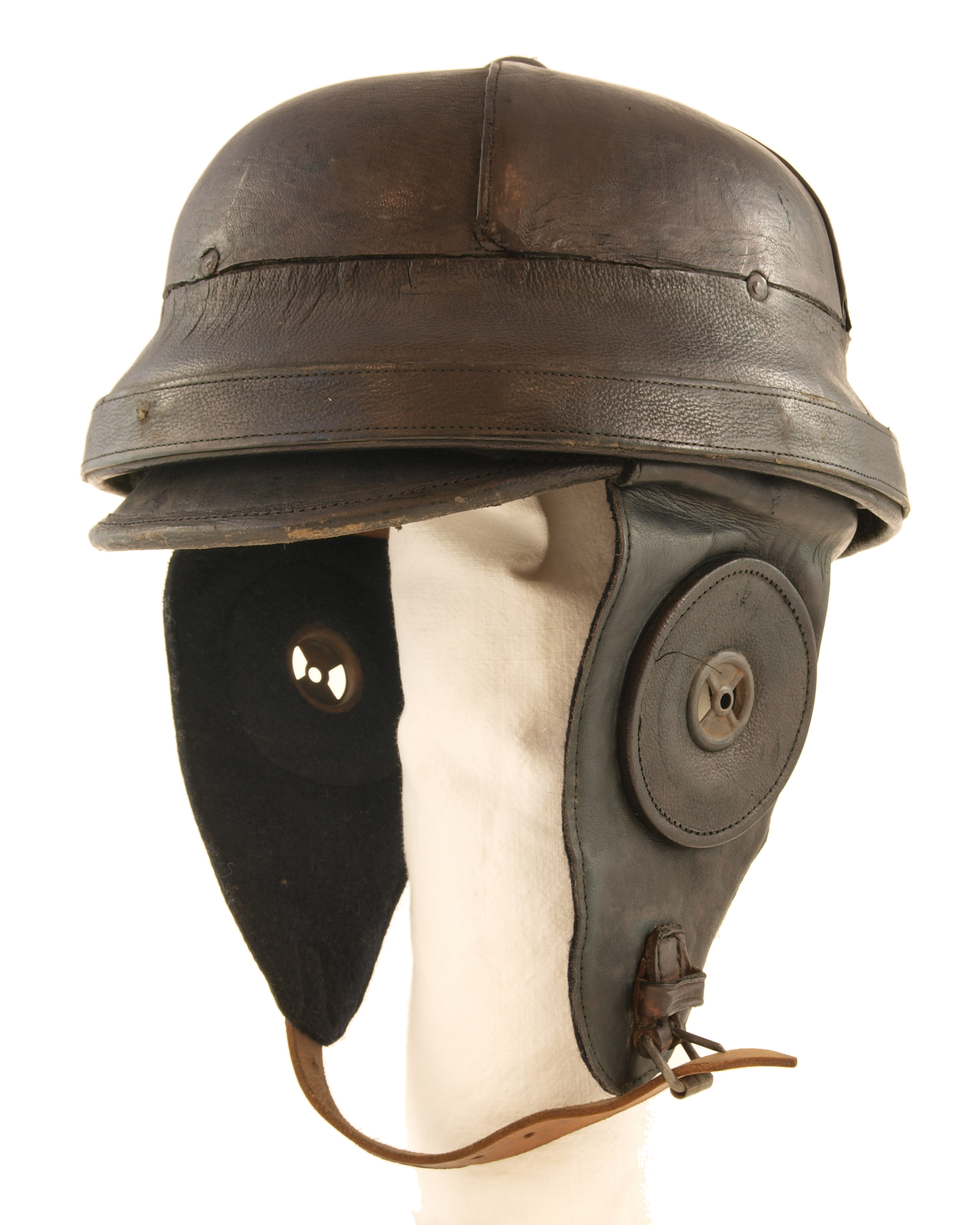
Casco di volo tedesco della prima guerra mondiale realizzato in pelle

Il casco di volo è un particolare tipo di casco indossato principalmente dagli equipaggi di volo militari.
Un casco di volo è utile:
- per proteggere dagli urti e ridurre il rischio di trauma cranico, ad esempio in caso di lancio con il paracadute e protezione dai flussi d'aria in caso di eiezione;
- per schermare la luce solare, artificiale e raggi laser;
- per attenuare i rumori dell'abitacolo e i disturbi in cuffia e nel microfono, a meno che quest'ultimo non sia alloggiato nella maschera di ossigeno;
- per alloggiare un visore notturno o sistemi automatici che comunicano all'avionica di bordo dove il pilota sta rivolgendo lo sguardo.

La progettazione di un casco di volo deve garantire comodità, leggerezza, bilanciamento, buona aerazione, nonché compatibilità con la maschera di ossigeno utile ad alta quota e come protezione da attacchi nucleari, batteriologici o chimici (NBC).
L'utilizzo di questo tipo di casco è necessario a bordo degli apparecchi ultraleggeri a cabina aperta e obbligatorio in alcune nazioni.

## Storia
Ai primordi dell'aviazione i piloti, per proteggere la testa dagli urti, adottarono i caschi di cuoio già utilizzati nelle corse automobilistiche. Successivamente, nel 1930, furono progettati degli appositi caschi di volo in pelle che permettevano l'innesto esterno di auricolari radiofonici esterni e occhiali rimovibili per proteggere gli occhi dei piloti.
Durante la seconda guerra mondiale, a seguito delle maggiori prestazioni degli aeromobili, fu aggiunta una maschera di ossigeno all'equipaggiamento di volo per aiutare la respirazione dei piloti e dell'equipaggio in alta quota, dove l'aria è più rarefatta. Durante la Guerra di Corea, la manifattura in pelle fu gradualmente sostituita con l'alluminio indispensabile per proteggere dagli urti durante l'eiezione ad alta velocità. Anche gli occhiali furono sostituiti con una visiera scura incorporata al casco per proteggere gli occhi dal sole.
L'attuale casco (che assume la moderna configurazione dopo la Guerra del Vietnam), include gli apparati di comunicazione (cuffia e microfono) indispensabili al pilota per comunicare con gli enti operativi a terra e con l'equipaggio.

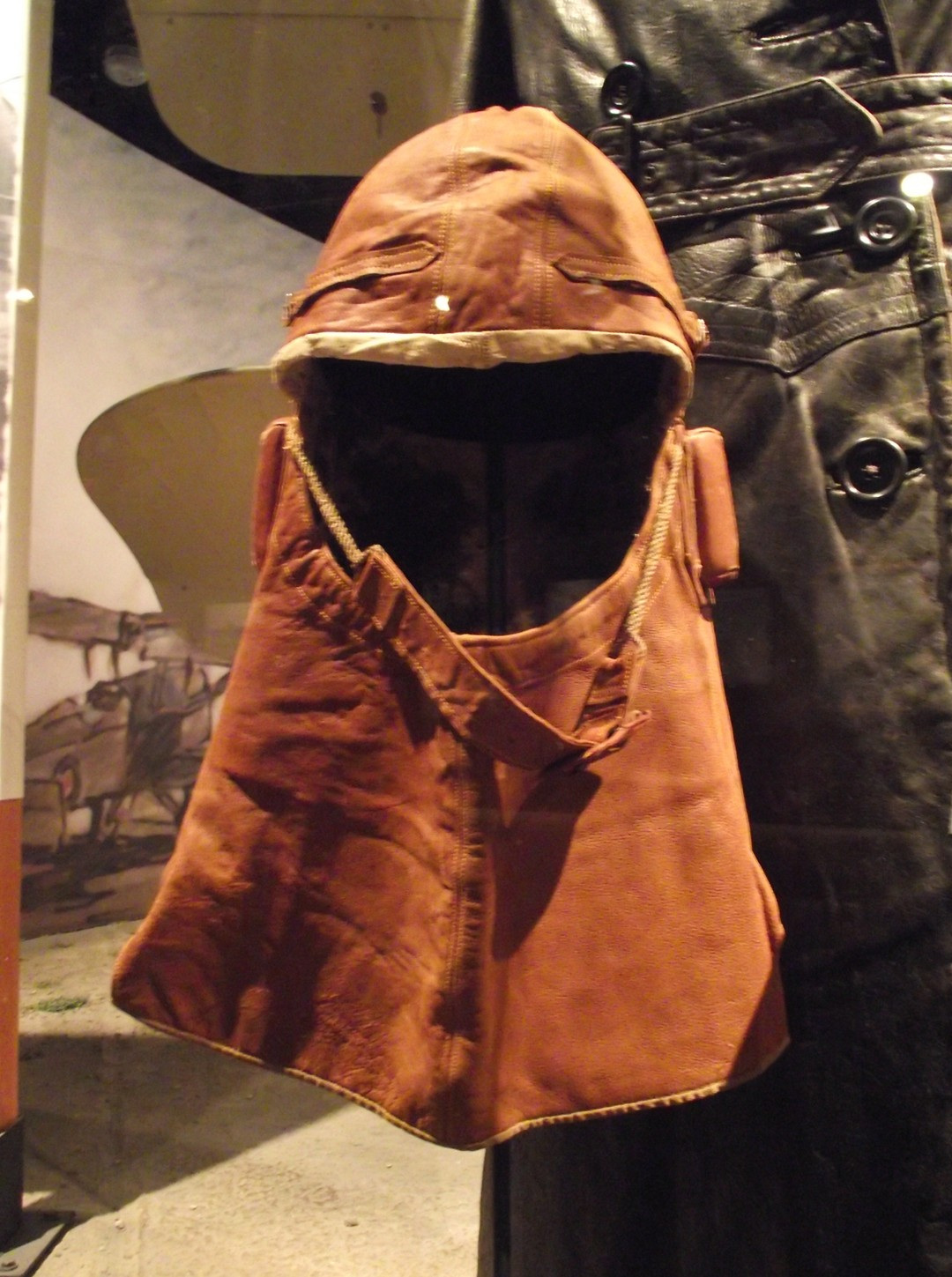
Casco di volo britannico in pelle del 1918
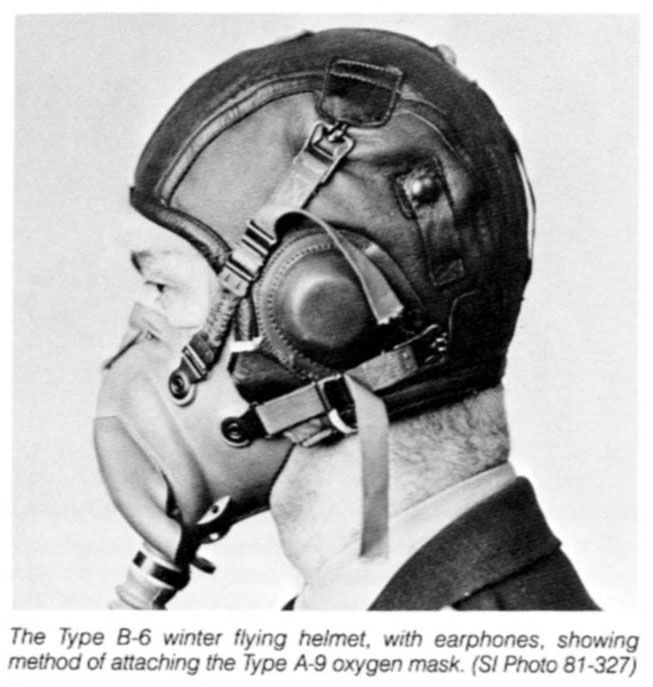
Casco di volo invernale modello B-6 con maschera di ossigeno modello A-9 della seconda guerra mondiale
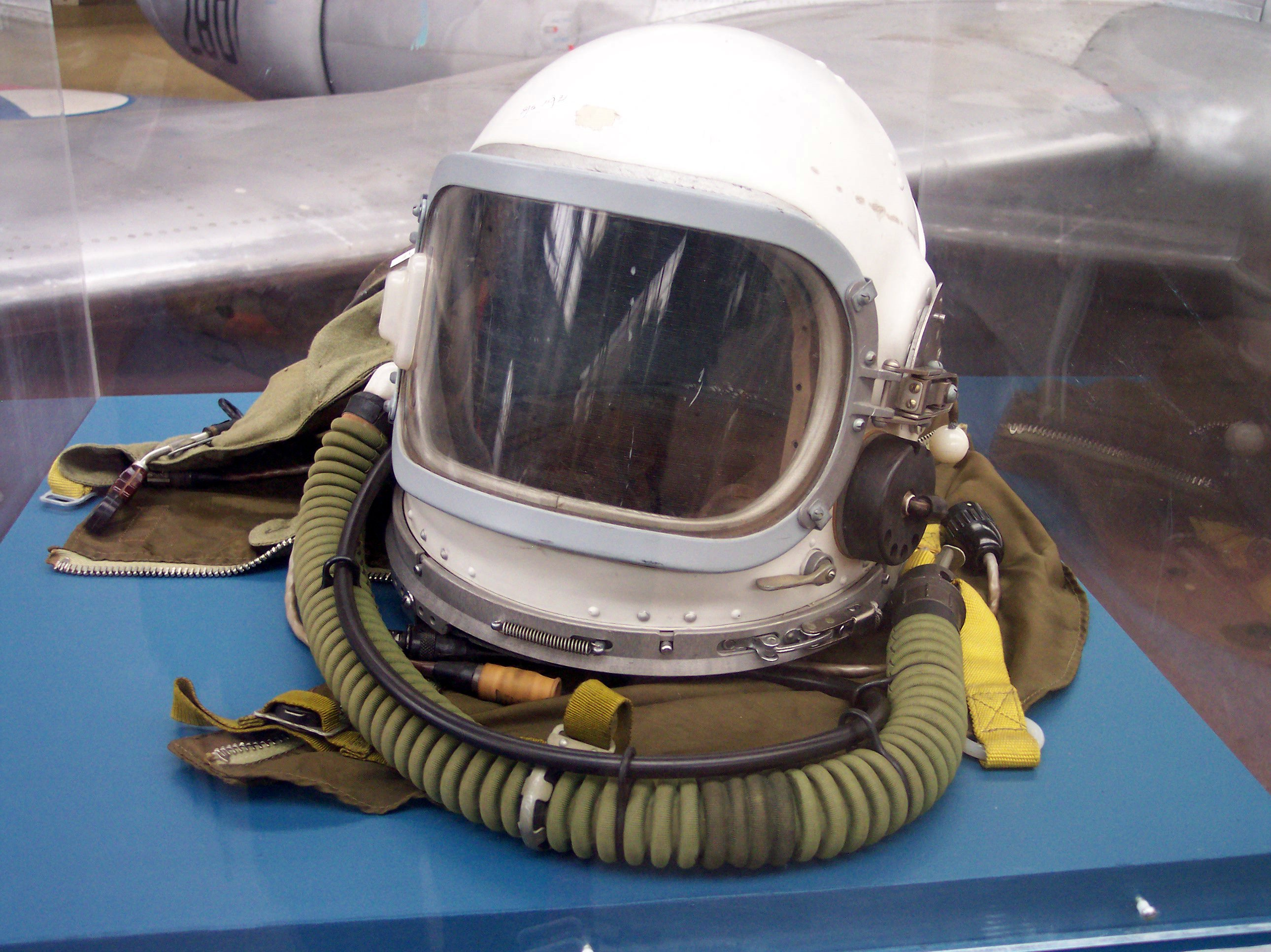
Casco di volo sovietico di un pilota di MiG-25 degli anni 80
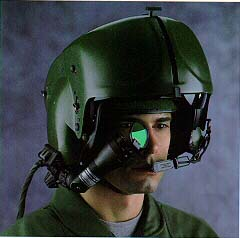
Moderno casco di volo di un pilota di Apache dell'US Army